# Verordnung (EU) 2023/2631 (EUGBS)
Die Verordnung (EU) 2023/2631 (EUGBS), Langname Verordnung (EU) 2023/2631 des Europäischen Parlaments und des Rates vom 22. November 2023 über europäische grüne Anleihen sowie fakultative Offenlegungen zu als ökologisch nachhaltig vermarkteten Anleihen und zu an Nachhaltigkeitsziele geknüpften Anleihen, ist eine EU-Verordnung, die den Rechtsrahmen für europäische Green Bonds festlegt.
Die Europäische Kommission nennt das Vorhaben auch The European green bond standard. Gemäß Erwägungsgrund 1 soll durch diese Verordnung vor allem der „Übergang zu einer klimaneutralen, nachhaltigen, energie- und ressourcenschonenden, kreislauforientierten und fairen Wirtschaft“ unterstützt werden. Die Verordnung ist seit dem 21. Dezember 2024 anzuwenden, d. h. ab diesem Datum können Green Bonds gemäß EU Green Bond Standard emittiert werden.

## Aufbau der Verordnung
Der Rechtsakt besteht aus 7 Titeln, die teilweise in mehrere Kapitel gegliedert sind und insgesamt 72 Artikel umfassen:
1. Gegenstand und Begriffsbestimmungen
2. Anforderungen an die Verwendung der Bezeichnung „Europäische Grüne Anleihen“ oder „EUGB“
3. Vorlagen für fakultative Offenlegungen zu als ökologisch nachhaltig vermarkteten Anleihen und zu an Nachhaltigkeitsziele geknüpfte Anleihen
4. Externe Prüfer europäischer grüner Anleihen
5. Beaufsichtigung durch zuständige Behörden und die ESMA
6. Delegierte Rechtsakte
7. Schlussbestimmungen